# برايان غالانت
برايان غالانت هو سياسي كندي، ولد في 27 أبريل 1982 في مونكتون في كندا. نشط حزبياً في الجمعية الليبرالية لنيو برونزويك ‏. وقد انتخب عضو الجمعية التشريعية لنيو برونزويك ‏ عن دائرة Shediac Bay-Dieppe ‏ خلال فترته النيابية ‏ وانتخب Premier of New Brunswick ‏ (7 أكتوبر 2014 – 9 نوفمبر 2018).